# Crambus vittiterminellus
Crambus vittiterminellus là một loài bướm đêm trong họ Crambidae.